# 29 (album)
29 è l'ottavo album discografico in studio da solista del cantautore statunitense Ryan Adams, pubblicato nel 2005.

## Tracce
Tutte le tracce sono state scritte e composte da Ryan Adams.
1. 29 – 5:48
2. Strawberry Wine – 7:58
3. Night Birds – 3:51
4. Blue Sky Blues – 5:18
5. Carolina Rain – 5:25
6. Starlite Diner – 3:51
7. The Sadness – 6:43
8. Elizabeth, You Were Born to Play That Part – 5:07
9. Voices – 4:53